# Wilhelm Schröder (Politiker, 1908)
Wilhelm Schröder (* 8. Mai 1908 in Hoinkhausen; † 27. September 1971 in Münster) war ein deutscher Kommunalpolitiker und ehrenamtlicher Landrat (CDU).

## Leben und Beruf
Nach dem Schulbesuch absolvierte Schröder eine landwirtschaftliche Ausbildung. Er war bis 1971 als Landwirt tätig. Schröder war verheiratet und hatte ein Kind.
Mitglied des Kreistages des ehemaligen Kreises Lippstadt war er von 1952 bis zu seinem Tod am 27. September 1971. Vom 10. November 1956 ununterbrochen bis zum 27. September 1971 war er Landrat des Kreises. Im Rat der Gemeinde Hoinkhausen war er von 1948 bis 1971 vertreten. Während dieser Zeit war er Bürgermeister der Gemeinde. Außerdem war Schröder Mitglied der Amtsvertretung des Amtes Rüthen. 
Von 1961 bis 1964 war er Mitglied der Landschaftsversammlung des Landschaftsverbandes Westfalen-Lippe. Ferner war er in verschiedenen Gremien des Landkreistages NRW tätig.
Am 6. September 1968 wurde Schröder das Bundesverdienstkreuz I. Klasse verliehen. Im Ortsteil Hoinkhausen der Stadt Rüthen wurde die Wilhelm-Schröder-Straße nach ihm benannt.